# Adesmia neglecta
Adesmia neglecta är en ärtväxtart som beskrevs av Maevia Noemi Correa. Adesmia neglecta ingår i släktet Adesmia och familjen ärtväxter. Inga underarter finns listade i Catalogue of Life.